# 土砂災害警戒区域等における土砂災害防止対策の推進に関する法律
土砂災害警戒区域等における土砂災害防止対策の推進に関する法律（どしゃさいがいけいかいくいきとうにおけるどしゃさいがいぼうしたいさくのすいしんにかんするほうりつ、平成12年5月8日法律第57号）は、がけ崩れや土石流、地すべりなどの土砂災害の発生するおそれがある区域を指定し、警戒避難態勢の整備や開発行為の制限など土砂災害の防止のための対策の推進に関する日本の法律である。通称「土砂災害防止法」（どしゃさいがいぼうしほう）。
特に定めない限り、本項において単に「法第○条」と記したものは、本法律の各条文を指すものとする。

## 概要
日本における土砂災害対策を定めた法律は、急傾斜地の崩壊による災害の防止に関する法律（急傾斜地法）・砂防法・地すべり等防止法などがあるが、これらはいずれも行政により土砂災害防止施設（がけ崩れ防止用の擁壁や砂防堰堤など）を設置する際の根拠法として定められたものである。これに対し、本法律は、人家に影響を及ぼすおそれのある土砂災害の発生する可能性のある区域を、土砂災害防止施設の有無にかかわらず全て明らかにすることを目的としている。所管官庁である国土交通省では、施設（ハードウエア）の整備を前提とする「ハード対策」に対して、本法律に基づく情報伝達の整備や広報活動などの施策をまとめて「ソフト対策」と読んでいる。
本法律に基づき、人家に影響を及ぼすおそれのある区域を現地調査し、行政は「土砂災害警戒区域」（通称「イエローゾーン」、法第6条）と「土砂災害特別警戒区域」（通称「レッドゾーン」、法第8条）を指定する。
イエローゾーンでは行政が当該区域における警戒避難体制の整備を図ることを義務づけられている（法第7条第3項）。
レッドゾーンでは、イエローゾーン同様の警戒避難体制の整備を行うとともに、都市計画法に基づく特定開発行為（住宅宅地分譲、社会福祉施設等の建設）に許可を要すること（法第9条）や、建築基準法に基づく建築確認の際に建物構造上で建築基準法第20条に基づく土砂災害対策が施されているかどうかの確認をおこなう（法第23条）などの制限事項を定めている。

## 構成
- 第一章　総則（第1条・第2条）
- 第二章　土砂災害防止対策基本指針等（第3条―第5条）
- 第三章　土砂災害警戒区域（第6条・第7条）
- 第四章　土砂災害特別警戒区域（第8条―第25条）
- 第五章　雑則（第26条―第28条）
- 第六章　罰則（第29条―第33条）
- 附則

## 指定の流れと基準

### 指定の流れ
土砂災害警戒区域・特別警戒区域の指定は都道府県が行う。指定のために行われる地形、地質、降水、土地利用などの状況調査を「基礎調査」という。都道府県は、国土交通省が定める土砂災害防止対策基本指針（法第3条）に基づき、概ね5年ごとに基礎調査を行う（法第4条）。この基礎調査を基に警戒区域の選定が行われる。なお、基礎調査の結果は終了後、関係市町村に対して遅滞なく通知されることとなっている（法第4条第2項、施行規則第1条）。
指定を行おうとする際、都道府県は予め、関係市町村長の意見を聴かなければならない（法第6条第3項）。住民の同意を要するという規定はないが、実情として住民への説明を行う自治体が多く、住民の理解を得るまでに時間を要することが少なくないという問題がある。基礎調査の終了から指定までには約半年から1年程度かかるとされているが、1年を超える例も少なくない。このように、基礎調査が終了しても指定に至らず、調査結果が長い期間公表されない場合がある。これを受けて2014年の改正では、基礎調査終了の段階で住民に対しても公表することが義務付けられた。
都道府県が指定を行うと、その旨は都道府県広報に掲載され、関係市町村には公示図書（縮尺50,000分の1の土砂災害特別警戒区域位置図および、縮尺2,500分の1の土砂災害特別警戒区域区域図）が送付される（法第6条、施行規則第6・7条）。

### 土砂災害警戒区域・特別警戒区域の指定基準

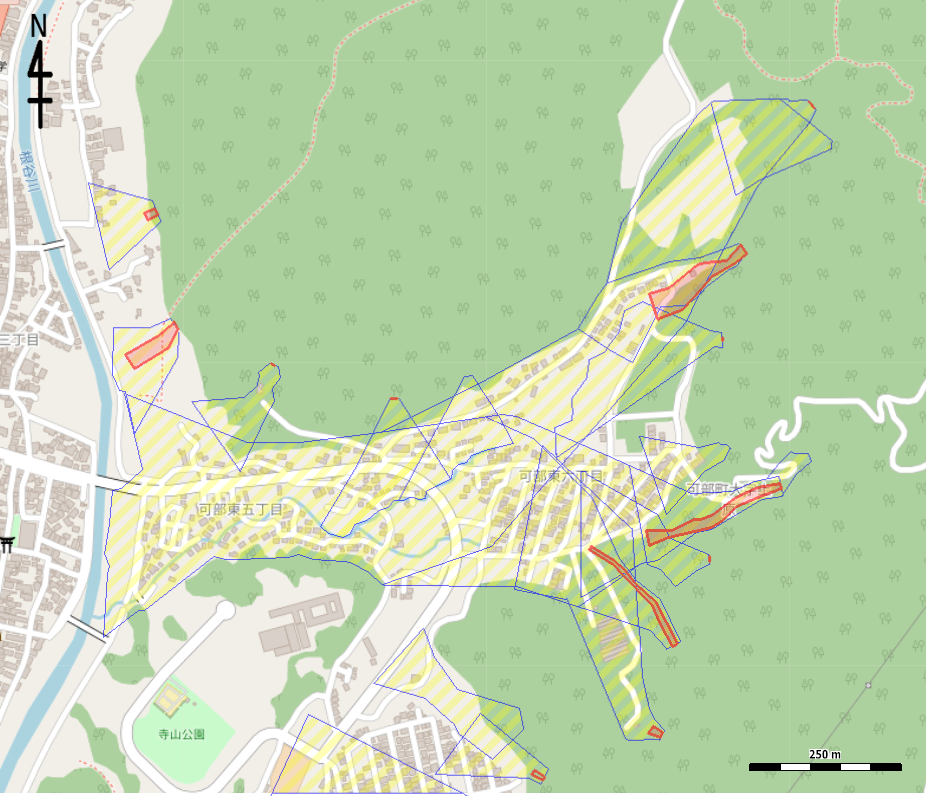
指定の例（渓流沿いに住宅が立地する広島県広島市安佐北区可部東付近、2014年時点）。一定条件の想定に基づき、警戒区域（黄色）および特別警戒区域（赤色）が指定される。この図は2014年時点のもので、同年の土砂災害後の見直しで大幅に変更されている。

法施行令第2条および同第3条に規定されている。
土砂災害警戒区域  
急傾斜地の崩壊
- 傾斜度が30度以上で高さが5m以上の区域
- 急傾斜地の上端から水平距離が10m以内の区域
- 急傾斜地の下端から急傾斜地高さの2倍（50mを超える場合は50m）以内の区域

土石流
- 土石流の発生のおそれのある渓流において、扇頂部から下流で勾配が2度以上の区域

地滑り
- 地滑り区域（地滑りしている区域または地滑りするおそれのある区域）
- 地滑り区域下端から、地滑り地塊の長さに相当する距離（250mを超える場合は250m）の範囲内の区域

土砂災害特別警戒区域  
急傾斜の崩壊に伴う土石等の移動・堆積により建築物に作用する力の大きさが、通常の建築物が土石等の移動に対して住民の生命又は身体に著しい危害が生ずるおそれのある崩壊を生ずることなく耐えることのできる力を上回る区域（ただし、地滑りについては、地滑り地塊の滑りに伴って生じた土石等により力が建築物に作用した時から30分間が経過した時において建築物に作用する力の大きさとし、地滑り区域の下端から最大で60m範囲内の区域）

### 類義語
類義語に「土砂災害危険箇所」「山地災害危険地区」がある。
土砂災害危険箇所は、砂防施設の設置などのハード対策を主目的に、国土交通省（旧建設省）の指示により都道府県が調査公表するもので、土砂災害防止法の制定以前から行われており開発規制等はない。ただし、土砂災害危険個所が土砂災害警戒区域に重複して指定されることはあり、この場合は土砂災害防止法による規制がある。「土石流危険渓流」、「地すべり危険箇所」「急傾斜地崩壊危険箇所」の3種類がある。
山地災害危険地区は、治山事業などのハード対策を主目的に、農林水産省（旧林野庁）の指示により都道府県が調査公表するもので、こちらも土砂災害防止法の制定以前から行われており開発規制等はない。「崩壊土砂流出危険地区」、「地すべり危険地区」、「山腹崩壊危険地区」の3種類がある。
また、「地すべり防止区域」は地すべり等防止法に基づいて指定される地すべりを起こす可能性のある一定規模以上の斜面で、掘削造成などに制限がある。「急傾斜地崩壊危険区域」は急傾斜地の崩壊による災害の防止に関する法律に基づいて指定されるがけ崩れを起こす可能性のある一定規模以上の斜面で、こちらも掘削造成などに制限がある。

## 警戒区域の指定状況
| 時点         | （レッドゾーン） 特別警戒区域の数 | （イエローゾーン） 警戒区域の数 |
| ------------ | --------------------------------- | ------------------------------- |
| 2003年3月末  | 8                                 | 13                              |
| 2006年3月末  | 6,983                             | 14,296                          |
| 2011年3月末  | 103,268                           | 219,903                         |
| 2016年3月末  | 282,516                           | 438,321                         |
| 2020年12月末 | 517,243                           | 640,810                         |

2020年12月末時点では、警戒区域が640,810箇所、うち特別警戒区域が517,243箇所（約81%）となった。都道府県別に見ると警戒区域が多い順に広島県(47,695)、島根県(32,273)、長崎県(31,362)、長野県(27,048)、山口県(25,606)、大分県(23,596)、鹿児島県(21,952)、和歌山県(21,753)、兵庫県(21,252)の9県で2万箇所を超えている一方、最も少ない沖縄県は1,183箇所である。また、警戒区域に占める特別警戒区域の割合は都道府県により開きがあり、9割を超える県もあれば3割未満の県もある。なお、基礎調査が済み指定に向けて調整中のところが2020年12月末時点で約3.5万箇所ある。
初めて指定が行われた平成14年度（2002年度）末にあたる2003年3月時点で警戒区域13箇所（うち特別警戒区域8箇所）、翌2004年3月末時点でそれぞれ100箇所超に留まっていたが、2005年3月末時点では警戒区域3,580箇所（同1,129箇所）、2007年3月末時点では警戒区域43,722箇所（同17,926箇所）と急増した。2007年3月末以降、2020年までは毎年度約4万箇所ずつ（特別警戒区域は約2万箇所ずつ）のペースで増加してきている。なお、全体に占める特別警戒区域の割合は、2005年3月末から半数を下回っていたものの増加に転じ、2013年3月末に再び半数を上回り、2020年12月末には8割を超えた。
国土交通省が2020年12月に公表したリスクエリアの人口分析では、2019年8月1日までに指定済みの土砂災害警戒区域に住む人は、2015年国勢調査の時点（10月1日）で全国で595万人、日本の総人口の4.7%である。都道府県別・警戒区域内人口の多さでは、順に神奈川県61万人（人口比6.6%）、広島県55万人、兵庫県34万人（6.2%）、長野県31万人、福岡県23万人（4.6%）、静岡県22万人（5.9%）、長崎県21万人、鹿児島県20万人、岐阜県20万人（9.9%）、山口県19万人、岡山県15万人（7.8%）、京都府15万人（5.7%）。また、都道府県別・総人口のうち警戒区域内人口の割合の高さでは、順に広島県19.4%、高知県18.1%（区域内人口13万人）、長崎県15.5%、長野県14.8%、島根県14.6%（10万人）、山口県13.7%、鹿児島県12.0%、和歌山県12.0%となっている。
同分析では2050年の将来人口推計による分析もあり、2015年比で約20%減少する推計総人口1億192万人のうち、2019年8月1日までに指定済みの土砂災害警戒区域に住む人は、37%減っての374万人になると推定されている。これは、人口比が増加すると推定される、洪水（浸水想定域）や地震（30年以内に震度6弱以上）のリスクのあるエリアとは対照的である。

## 警戒区域における措置

### 土砂災害警戒区域
市町村は、地域防災計画（市町村防災計画）において警戒区域ごとに、情報伝達や救助などの体制を定める（法第7条）。高齢者、障害者、乳幼児などの防災上の配慮を要する者（災害時要援護者）が主に利用する施設がある場合には、利用者の円滑な警戒避難が行われるよう情報の伝達方法を定める（法第7条第2項）。ただし、避難方法の検討がほとんど行われない問題があったため、2014年の改正では、警戒区域ごとに避難場所と避難経路を検討すべきとされ、特に災害時要援護者の利用する施設では各施設ごとに避難場所と避難経路を検討すべき旨が規定された。
また警戒区域を有する市町村長は、各世帯に対して、住居や生活利用する施設のある土地における土砂災害の危険性、避難経路や避難場所などを住民に周知するため、図面上に警戒区域の範囲と土砂災害の原因となる現象の種類、また警戒避難に必要な情報を記載した印刷物（ハザードマップ）の配布その他必要な措置を取らなければならない（法第7条第3項、施行規則第5条）。
宅地建物取引業者は、警戒区域内の宅地または建物の売買等にあたり、重要事項説明においてその宅地または建物が警戒区域内にあることを説明することが義務付けられている（宅地建物取引業法第35条、同法施行規則第16条の4の3）。

### 土砂災害特別警戒区域
土砂災害警戒区域における措置に加えて、下記の措置が執られる。
特別警戒区域内において住宅及び、災害時要援護者が利用する社会福祉施設または学校あるいは医療施設を建設するための開発行為（特定開発行為）を行う者は、工事計画において土砂災害防止のための対策が政令で定める技術的基準（法施行令第7条）に適合しているかどうかについて、申請を行い都道府県知事の許可を得なければならない（法第9・10・11条、施行令第6条）。許可後に申請事項の変更（政令で定める軽微なものを除く）を行う場合も、都道府県知事の許可を得なければならない（法第16条）。また、許可を得て行った工事が完了した時は、都道府県知事に届け出を行い、検査を受けて検査済証の交付を受けなければならない（法第17条）。
特定開発行為の許可及び変更許可（法第9条・16条）を得ずに特定開発行為を行ったり、技術的基準に適合しない工事を行った場合、都道府県知事は許可の取り消しや許可条件の変更、工事の停止命令などの措置を取ることができる（法第20条）。またこれらの違反を防止するため、都道府県知事の委任者が立入検査を行うことが認められている（法第21条）。
特別警戒区域内において居室を有する建築物の新築・増改築移転・大規模修繕や用途変更などを行う場合、建築確認が必要となる（法第23・24条）。建築基準の中では建築基準法施行令第80条の3に補足として定められ、法施行令第4条を通じ、平成13年国土交通省告示第332号「土砂災害警戒区域等における土砂災害防止対策の推進に関する法律施行令等を定める告示」において、土石の移動等により建築物や地盤面に作用する力の大きさの計算式が具体的に定められている。
都道府県知事は、特別警戒区域内の居室を有する建築物において土砂災害による被害の恐れが大きい場合、建築物の所有者、管理者または占有者に対して移転などの措置を勧告できる（法第25条）。なお、この勧告に基づく移転や土地取得、代替家屋建設に対しては、住宅金融支援機構により「地すべり等関連住宅融資」を受けることができる（住宅金融支援機構法第13条）。また、構造基準に適合していない（既存不適格）住宅を移転する場合、費用の一部を自治体への交付金の形で補助する制度もある（社会資本整備総合交付金）。ただし、法第25条に基づく都道府県による移転勧告の実績は1件もなく（2014年12月時点）、移転にあたっての方針等も示されていない段階にある。本法律施行後の移転実績としては、社会資本整備総合交付金による助成制度「がけ地近接等危険住宅移転事業」が61件行われたに留まっている（2014年12月時点）。
宅地建物取引業者は、特別警戒区域内において特定開発行為を通して宅地または建物の売買等を行おうとする場合、都道府県知事の許可を受けた後でなければ広告や売買契約の締結を行うことができない。また、重要事項説明において特定開発行為の許可を受けている旨を説明することが義務付けられている（宅地建物取引業法第33・35・36条、同法施行令第2条の5・第3条）。

## 緊急調査
火山噴火による火山泥流（ラハール）、天然ダム（河道閉塞、土砂崩れダム）、地すべりなどの大規模な土砂災害の恐れが切迫していると認められるとき、その種類や規模に応じて都道府県知事または国土交通大臣が緊急調査を行うことが定められている（法第26・27条）。具体的には、
- 土石の堆積高さが20m以上かつ10戸以上に被害が及ぶと予想される天然ダム
- 河川流域において勾配が10度以上の区域の5割以上で1cm以上の降灰があり、かつ10戸以上に被害が及ぶと予想される火山泥流
- 地割れや構造物の亀裂が広がりつつあり10戸以上に被害が及ぶと予想される地すべり

の3種が対象（法施行令第8・9条）。調査により危険が認められる場合やその状況が変化した場合、都道府県知事や市町村長に通知するとともに一般市民に周知しなければならないとされている（法第29条）。

## 土砂災害警戒情報
土砂災害警戒情報は、これまでの降雨の経過とおおむね2時間後までの予想雨量から、地域ごとの危険度を考慮の上、大雨警報発表中に土砂災害の危険性が高まった場合、気象台と都道府県が共同で発表している情報。国土交通省のガイドライン（2015年）では「土砂災害警戒情報が発表されれば、土砂災害警戒区域等の住民は避難行動をとるべき」としている。これは2014年の改正後、土砂災害警戒情報を本法律の下で「避難勧告等の判断に資する情報」として位置付け（2021年の改正で避難勧告は廃止され避難指示に一本化された）、市町村長および住民に周知することを義務付けたことによる。
ガイドラインで市町村は、複数の手段で土砂災害警戒情報や避難情報等を住民に周知（受動的な情報提供）するべきとされる。また受動的な手段は情報量が限られるため、住民自ら収集できる形式のより詳細な情報提供（能動的な情報提供）を併用すべきとされている。前者の手段は、テレビ・ラジオ放送（ケーブルテレビやコミュニティFMを含む）、市町村防災行政無線（屋外スピーカー）、市町村や消防団の広報車、消防団や警察、自主防災組織、地域の住民らによる直接の声かけなど。後者の手段は、電話やFAX、防災行政無線の個別受信機、通信各社による携帯電話の緊急速報メール・エリアメール、市町村による登録制メール（防災メール）、TwitterなどのSNSなど。

## 制定・改正の経緯と課題

### 成立まで
本法律制定前より、土砂災害を受ける恐れがある地域で建築制限等を伴う危険区域の指定を行う制度として、建築基準法第39条に基づく「災害危険区域」の制度が存在していた。しかし、所有権の制限につながること、また、土砂災害の素因となる地形や地質は地域により異なり、これを考慮した建築制限等を全国一律の法律に定めることは難しいことなどから、必要最小限の規制に抑えられていた。災害危険区域の指定基準や建築制限の内容は、各自治体が任意で、条例により定めることとなっている。また、急傾斜地法の制定後、急傾斜地崩壊危険区域に指定されれば連動して災害危険区域に指定されることとなったが、急傾斜地崩壊危険区域は土砂災害を引き起こす恐れがある斜面側での崩壊防止工事（ハード対策）を目的としたもので、土砂災害を受ける宅地側の指定が考慮されていない問題があった。また砂防法や地すべり等防止法に至っては指定の連動さえしておらず、地すべりや土石流の危険区域ではほとんど指定が行われない状況があった。
こうした中、1999年（平成11年）6月の豪雨により広島県内の広島市佐伯区・安佐南区・呉市を中心とした地域で土砂災害が多発し30名以上が死亡・行方不明となった（6.29豪雨災害）。この地域は山に囲まれ平地が少なく、人口増加により宅地が必要となっても、土地事情の問題などから山裾から山麓の斜面に向かって開発を進めざるを得なかった背景から、住宅のすぐ裏に崖や斜面が存在する場所が少なくなかった。この災害では、こうした山沿いの新興住宅地において、規模は大きくないながらも多数の土石流が同時多発的に発生し、被害が拡大した。山麓に宅地開発が進められている地域は日本国内に少なくないことから、この災害を契機として法整備が検討され、翌2000年（平成12年）5月に本法律が成立する。

### 施行後
しかし、制定から10年が経過した2011年時点で基礎調査が完了したのは1件のみ、2014年の時点では13県に留まり、多くの都道府県で調査に20年程要する見込みとなっている。2011年に国土交通省が各都道府県に行った聞き取りでは、調査が進まない主な理由として、住民への説明に時間を要すること、予算確保が難しいこと、調査の外部委託に伴う調整に時間を要することなどが挙げられた。法律上、指定の際には関係市町村長の意見を聴くこととされているが、住民の同意を要するとは規定されていない。しかし、実際には説明会を開くなどして住民への説明を行う自治体が多く、反対する住民の理解を得るまでに時間を要することが少なくない事情があった。反対理由として、指定により不動産価値や地価が低下することへの懸念が挙げられることがしばしばある。
このように調査から指定まで時間を要する事例があることから、基礎調査が終了しているものの指定に至っていない箇所が2011年12月末時点で警戒区域は6万9千箇所、特別警戒区域は7万2千箇所に及んでいた。
本法律成立から14年後の2014年8月、制定の契機となった災害が発生した同じ広島県内の広島市安佐南区・安佐北区を中心とした地域で土砂災害が多発し、70名以上が死亡する（平成26年8月豪雨による広島市の土砂災害）。この土砂災害では被災地域の多くが警戒区域に指定されておらず、大きな被害を受けた安佐南区の八木地区や緑井地区では、基礎調査を終えて住民説明会を控えていた時に災害が発生する事態となり、本法律の課題が浮き彫りとなった。これを契機として同年11月に本法律が改正され、基礎調査後早期の段階で公表を行うことなどが定められた。また、気象庁と都道府県が共同で発表している土砂災害警戒情報を市町村長および住民に周知することを義務付け、市町村防災会議において警戒区域ごとに避難経路と避難場所、土砂災害警戒情報の伝達方法を定めることとした。

### 居住誘導の動き
2020年9月に国は都市計画運用指針を改正、都市計画法に基づく市街化区域のうち市街化していないエリアで、土砂災害特別警戒区域（レッドゾーン）など災害の発生のおそれのある土地については、必要に応じて市街化調整区域への編入（逆線引き）を検討することが望ましいとし、許可制・構造要件付の下で開発を容認する土砂災害防止法よりも踏み込んで都市圏ではレッドゾーン内の開発を抑制するべきと示した。これを後ろ盾として、県単位では初めて2021年に広島県が県内の市町でこの逆線引きを段階的に行い、土砂災害リスクの高い山裾から平地への居住の誘導を狙う方針を明らかにしている。しかし、不動産価値の低下が懸念され、その補償の如何が課題となっている。